# Narathura davaona
Narathura davaona är en fjärilsart som beskrevs av Semper 1890. Narathura davaona ingår i släktet Narathura och familjen juvelvingar. Inga underarter finns listade i Catalogue of Life.